# Беликово (Пензенская область)
Беликово — село в Мокшанском районе Пензенской области России. Входит в состав Царевщинского сельсовета.

## География
Село находится в северной части Пензенской области, в пределах Сурско-Мокшанской возвышенности, в лесостепной зоне, на берегах реки Рысевки, при автодороге 58Н-188, на расстоянии примерно 22 километров (по прямой) к северу от рабочего посёлка Мокшан, административного центра района. Абсолютная высота — 192 метра над уровнем моря.

### Климат
Климат характеризуется как умеренно континентальный, с холодной продолжительной зимой и тёплым летом. Среднегодовая температура воздуха — 4,6 °C. Средняя температура воздуха самого тёплого месяца (июля) — 19 °C; самого холодного (января) — −13 °C. Безморозный период длится 150 дней. Продолжительность вегетационного периода — в среднем 144 дня. Среднегодовое количество атмосферных осадков варьируется от 480 до 500 мм, из которых большая часть выпадает в тёплый период. Снежный покров устанавливается в конце ноября и держится в течение 141 дня.

### Часовой пояс
Село Беликово, как и вся Пензенская область, находится в часовой зоне МСК (московское время). Смещение применяемого времени относительно UTC составляет +3:00.

## Население
| 1710 | 1717 | 1747 | 1782 | 1864 | 1877 | 1910 |
| ---- | ---- | ---- | ---- | ---- | ---- | ---- |
| 42   | ↘38  | ↗174 | ↗354 | ↗453 | ↘321 | ↗555 |
| 1926 | 1930 | 1939 | 1959 | 1979 | 1989 | 1996 |
| ↘348 | ↗408 | ↘231 | ↗419 | ↘177 | ↗179 | ↘177 |
| 2002 | 2010 |      |      |      |      |      |
| ↘123 | ↘68  |      |      |      |      |      |

### Национальный состав
Согласно результатам переписи 2002 года, в национальной структуре населения русские составляли 89 % из 123 чел.